# Бурундийско-танзанийские отношения
Бурундийско-танзанийские отношения — двусторонние дипломатические отношения между Бурунди и Танзанией. Протяжённость государственной границы между странами составляет 589 км.

## История
После обретения независимости от Бельгии в Бурунди сложилась нестабильная политическая ситуация. Начали происходить межэтнические стычки, что повлекло за собой поток беженцев из этой страны в Танзанию. С 1993 по 2005 год в Бурунди бушевала гражданская война и в Танзанию прибывало огромное количество беженцев, что повлекло за собой ухудшение отношений между правительствами стран. В 2005 году при посредничестве Танзании в Бурунди была прекращена гражданская война, большую роль в этом сыграл министр иностранных дел Джакайя Киквете.
20 марта 2015 года президент Танзании Джакайя Киквете совершил государственный визит в Бужумбуру перед проведением президентских выборов и высказал надежду, что в стране пройдут мирные выборы. В июле 2015 года в Бурунди начался политический кризис по переизбрания на третий срок Пьера Нкурунзизы, что привело к гражданским волнениям в стране и новому притоку беженцев в Танзанию. Президент Танзании Бенджамин Мкапа стал посредником от Восточноафриканского сообщества для разрешения политического кризиса. Бурунди является стратегическим партнёром Танзании во многих областях, особенно в торговле. Поскольку Бурунди не имеет выхода к морю почти 80 % её товаров идет на экспорт через танзанийский порт в Дар-эс-Салама. Танзания также является стратегическим партнером Бурунди в разрешении политической напряжённости в стране. В 2018 году на территории Танзании размещались 227 510 беженцев из Бурунди.

## Торговля
1 июля 2007 года Бурунди стала полноправным членом Восточноафриканского сообщества. 6 июля 2009 года Бурунди присоединилась к Таможенному союзу Восточноафриканского сообщества. С тех пор Бурунди является стратегическим партнером Танзании в области таможенной и торговой интеграции. Танзания второй по величине поставщик товаров в Бурунди после Китая. В 2013 году Бурунди экспортировала в Танзанию товаров на сумму 1,69 млн. долларов США в Танзанию, а Танзания поставила в Бурунди товаров на сумму 45,2 млн долларов США. Экспорт Танзании в Бурунди: строительные материалы, пшеница, сахар и прочая продукция.
Бурунди является транзитным маршрутом для поставки товаров из порта Дар-эс-Салама в Демократическую Республику Конго. В 2011 году Бурунди и Танзания подписали соглашение об упрощении процедуры прохождения границы с целью увеличения товарооборота. Однако, после начала политического кризиса в Бурунди граница с Танзанией была вновь усилена из-за бурундийских волнений процедура прохождения границы была ужесточена. В Бурунди присутствует авиакомпания Air Tanzania, которая осуществляет полеты из аэропорта Бужумбуры в Кигому и Дар-эс-Салам, но рейсы неоднократно откладывались по разным причинам. В 2012 году один из крупнейших банков Танзании CRDB Bank начал свою деятельность в Бурунди.

## Дипломатические представительства
- Бурунди имеет посольство в Дар-эс-Саламе[11].
- У Танзании имеется посольство в Бужумбуре[12].